# Buathra lochmaia
Buathra lochmaia là một loài tò vò trong họ Ichneumonidae.